# Плитняки (платформа)
Плитняки́ — остановочный пункт Волховстроевского отделения Октябрьской железной дороги на линии Санкт-Петербург — Волховстрой.
Расположен в местечке Плитняки, по которой получила название.
Название, вероятно, происходит от геологических особенностей местности. Возможны две версии этимологии названия: от «плита, плитчина» — речной порог, образованный плитняковым камнем, или от «плита, плитняк» — плоский камень, добываемый для строительства.